# Russisches Forschungs- und Bildungszentrum „Holocaust“
Das Russische Forschungs- und Bildungszentrum „Holocaust“ wurde 1992 in Moskau gegründet und arbeitet seither an einer stärkeren Auseinandersetzung mit dem Thema Holocaust in der russischen Gesellschaft. Bis heute ist es die einzige nichtstaatliche Organisation in der Russischen Föderation, die sich der Erforschung des Lebens der sowjetischen Juden während des Großen Vaterländischen Krieges widmet.

## Aufgabengebiet und Tätigkeit
Zu den wichtigsten Aufgabengebieten des Zentrums gehören Geschichtsforschung, die Durchführung von Gedenkveranstaltungen, die Einarbeitung des Themas Holocaust in die Lehrpläne von Mittel- und Hochschulen, die Förderung der Meinungsbildung sowie Interviews mit Zeitzeugen. Darüber hinaus organisiert das Zentrum regelmäßig Ausstellungen.
Das Zentrum hat sich in erster Linie die Aufklärung über den Genozid an den Juden während des Zweiten Weltkriegs zur Aufgabe gemacht. Ein wichtiger Pfeiler dieser Arbeit ist die Fachbibliothek. Sie wird seit der Gründung geführt und verfügt über eine Vielzahl an Büchern in verschiedenen Sprachen zum Thema Holocaust in der Sowjetunion.
Die wichtigste Zielgruppe in der Bildungsarbeit stellen Lehrer dar. Für diese werden laufend Projekte entwickelt, in denen sie an Kursen teilnehmen können, um später als Multiplikatoren das neue Wissen an ihre Schüler weiterzugeben. Somit soll Antisemitismus entgegengewirkt und Bewusstsein für die Geschehnisse der Vergangenheit geschaffen werden. Eines dieser Projekte ist der internationale Wettbewerb Lehren des Holocausts – ein Weg zu mehr Toleranz.
Die Büro-, Bibliotheks-, Archiv- und Kursräume befinden sich im Zentrum Moskaus und wurden 2008 dank der Unterstützung von JOINT und dem Open Society Institute renoviert. Das Zentrum verfügt neben der Bibliothek über eine fachspezifische Videosammlung und ein Archiv persönlicher Gegenstände ehemaliger Ghettobewohner, Teilnehmer am Großen Vaterländischen Krieg und Widerstandskämpfern. Außerdem gibt es einen Seminarraum mit einer regulären Ausstellung, in dem auch immer wieder Wanderausstellungen präsentiert werden.
Weiterhin finden monatlich Treffen der Diskussionsrunde Der unbekannte Holocaust, der Jugendgruppe und der Gemeinschaft der Gerechten unter den Völkern statt. Darüber hinaus halten führende Experten aus der ganzen Welt regelmäßig Vorträge (u. a. Michael Berenbaum, Mitgründer des United States Holocaust Memorial Museum; Izhak Arad, ehemaliger Direktor von Yad Vashem; Paul Levin und Stephane Bruhfeld (Schweden), Autoren des Buches „Tell Your Children About it“ und Shimon Samuels, Direktor des European Bureau of the Simon Wiesenthal Center).
Eine weite Resonanz in internationalen Medien fand das Zentrum dank der russisch-, englisch-, spanisch- und deutschsprachigen Wanderausstellung "Der Holocaust: Vernichtung, Befreiung, Rettung", die in den Parlamenten der Russischen Föderation, Israel, Tschechien und Argentinien sowie dem Hauptsitz der Vereinten Nationen und der UNESCO ausgestellt wurde. Mithilfe von einzigartigem Material wird die Rolle der roten Armee als Befreier mehrerer nationalsozialistischer Konzentrationslager in den Fokus gerückt.

## Leitung
Die Leitung liegt in den Händen von Alla Gerber, einer Schriftstellerin und Journalistin sowie ehemalige Abgeordnete der Staatsduma, sie ist zurzeit Präsidentin der Stiftung und Co-Vorsitzende des Zentrums.
Mit ihr gemeinsam leitet Ilja Alexandrowitsch Altman, Historiker und Archivar, als Co-Vorsitzender das Zentrum. Henri Reznik, bekannter russischer Anwalt, ist Vorsitzender des Kuratoriums, dem auch andere Persönlichkeiten aus den Bereichen Wirtschaft, Wissenschaft, Kultur und Politik angehören. Am 10. Juli 2018 werden Alla Gerber und Ilja Altman mit dem Austrian Holocaust Memorial Award für ihre besonderen Leistungen in der Hochhaltung des Gedenkens und der Bildungsarbeit in der Russischen Föderation und anderen Ländern ausgezeichnet.

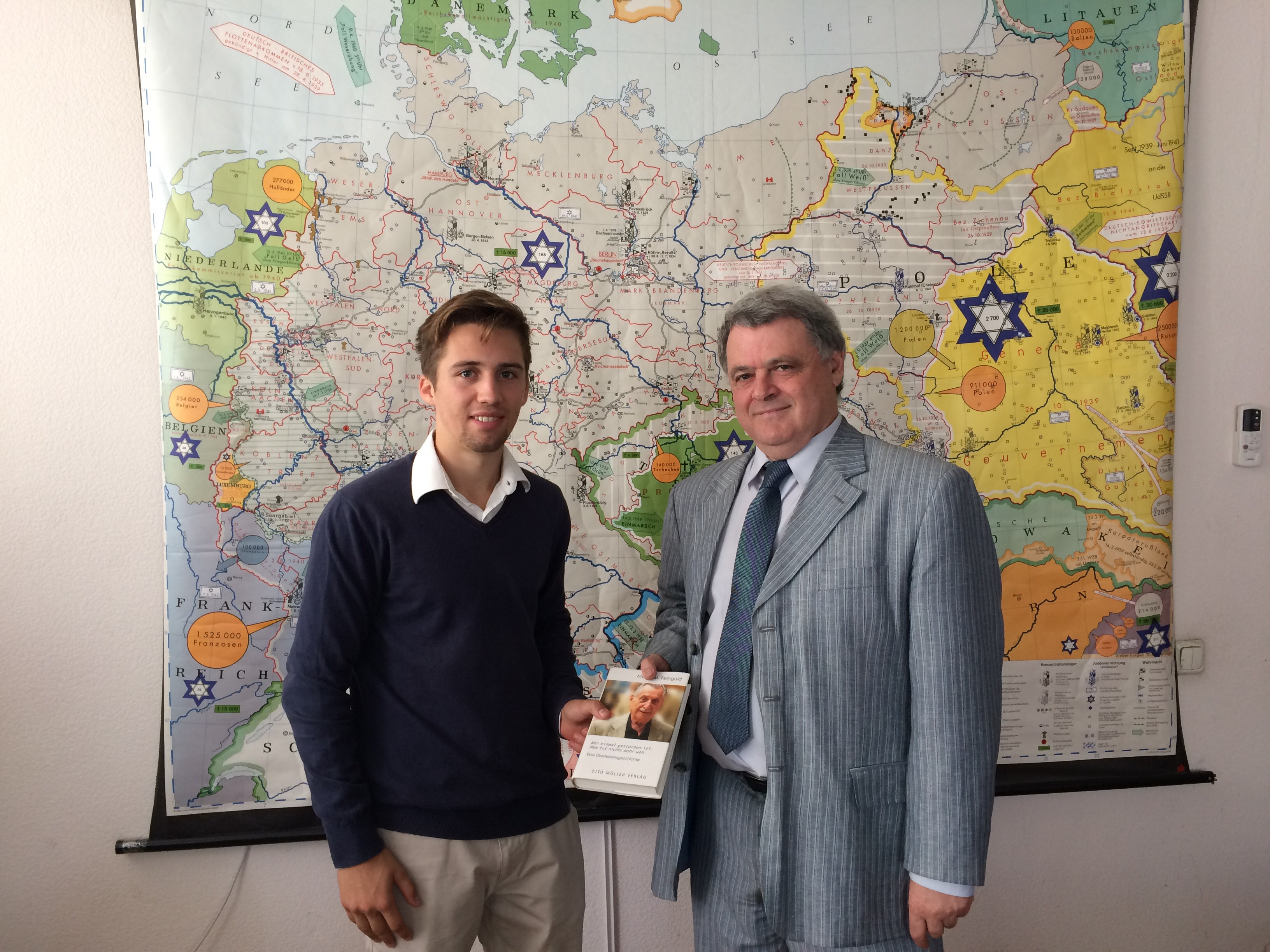
Als Zeichen der langjährigen Kooperation zwischen dem österreichischen Auslandsdienst und dem Holocaust-Zentrum überreicht der Gedenkdiener Gabriel Paulus dem Vorsitzenden des Zentrums Ilja Altman die Biografie des Salzburger Holocaust-Überlebenden Marko Feingold

## Internationale Kooperationen
Das Zentrum unterhält auf internationaler Ebene Kooperationen mit verschiedenen Organisationen, insbesondere in Israel, den USA und Deutschland. Dadurch konnten zahlreiche Seminare und Fortbildungsmöglichkeiten für Lehrer und Studenten aus der ehemaligen UdSSR durchgeführt werden. Unter den Partnern befinden sich, u. a. Yad Vashem, das Simon Wiesenthal Center, das United States Holocaust Memorial Museum, Washington D.C., die Anne-Frank-Stiftung, die Universität Göteborg, das Haus der Wannsee-Konferenz, das Hamburger Institut für Sozialforschung, das Jüdische Museum Berlin, das Deutsch-Russische Museum Karlshorst in Berlin, das Jüdische Museum Frankfurt und die Ruprecht-Karls-Universität in Heidelberg.
Seit vielen Jahren arbeitet das Zentrum erfolgreich mit der deutschen Aktion Sühnezeichen Friedensdienste zusammen. Im Rahmen dieser Kooperation arbeitet jedes Jahr ein Freiwilliger im Zentrum. Seit Ende der 1990er Jahre kann auch ein österreichischer Gedenkdienst geleistet werden. Im Rahmen der Kooperation mit dem österreichischen Auslandsdienst wurde von Seiten des Gedenkdieners Gabriel Paulus und dem Vorsitzenden des Vereins, Andreas Maislinger, der Entschluss gefasst, den Austrian Holocaust Memorial Award an die Führung des Zentrums zu vergeben. Alle drei Organisationen haben es sich zum Ziel gemacht, sich für die Opfer des Nationalsozialismus zu engagieren und das Bewusstsein an den Holocaust aufrechtzuerhalten.
Des Weiteren wird das Holocaustzentrum von zahlreichen deutschen, englischen, israelischen und anderen internationalen Stiftungen gefördert.